# 台詞
台詞（）は物語の登場人物が作中で発する言葉である。せりふ、セリフ、科白（）とも。

## 概要
台詞は物語作品（例: ドラマを扱う演劇、漫画、映画）において登場人物が発する言葉である。登場人物のその時の感情、登場人物から見た世界の状況、他の登場人物へのメッセージなど、物語世界に生きる登場人物本人の主観的な発言がなされる。通俗的に「ナレーション」と呼ばれる、登場人物でない声による言葉（物語世界外/神視点から物語世界の状況を語る客観的な声）と対比される。
台詞は脚本の中では実際に発声される言葉の部分であり、漫画においてはふきだしに書かれ読者により読まれる部分である。
科白は言葉のみならず仕草も含意する点で「台詞」とは異なる。したがって、日本語一般で多く使われる意味での「せりふ」ということでは、「台詞」がよりふさわしい。ただし、両者の違いは一般的に認識されていないため、「科白」が間違いということにはならない。

### その他の用法
歌において、メロディーを付けずに話すように発声される部分をこう呼ぶ。台詞で有名な歌に『傷だらけの人生』（鶴田浩二）などがある。
江戸時代においては苦情や言い訳、交渉などの意味で用いられていたこともあり、遊廓では遊女と客の駆け引きや、支払いのことを指していた。
演劇や創作物の作中で登場キャラクターが発する言葉という意味から転じて、日常会話や文章などにおいての「決まり文句（きまりもんく）」、または、会話や言葉そのものをも指す。

## 語源
「せりふ」は江戸時代のはじめ頃から使われている語で、「世流布」（せるふ）が変化したもの、または「競り言ふ｣（せりいう）が詰まったものだと考えられている。
明治以降主に使われる漢字表記には「科白」と「台詞」の二通りがあるが、どちらも中国語にある言葉に対する当て字で、前者は「かはく」、後者は「だいし」と読むこともある。

## 分類
演劇・戯曲において台詞は以下に分類される。
- 対話: 他の登場人物に対して発せられる台詞。ダイアローグとも。
- 独白: 他の登場人物へ向けずに発せられる台詞。モノローグとも。
  - 独り言: 他の登場人物へ向けずに作品世界内で発せられる台詞[7]。ひとりごと、ソリロクィとも。
  - 傍白: 他の登場人物には聞こえないお約束で発せられる台詞[注 2][8][7]。心の声、アサイドとも。

### 歌舞伎における台詞
歌舞伎では、音楽的要素が強いことから、韻律的な台詞がさまざまに発達した。以下に上げるのはそれらのうちで代表的でものである。
捨て台詞（すてぜりふ）
舞台上で役者が即興で挟むせりふ。アドリブのせりふ。
「立ち去る前に発せられる言葉」という語義での日本語「捨て台詞」は、前者から派生して一般化した語であり、別れ際の挨拶や、相手に浴びせる侮蔑・罵倒の意味で使用されている。
つらね
漢字では「連事」あるいは「連詞」と記す。主に荒事の主役が述べる長台詞（ながぜりふ。文句の長い台詞）。音楽的要素が強く、掛詞などが使われる。これが発展し、割台詞、渡り台詞などとなる。
割台詞 / 割白（わりぜりふ）
二人の登場人物がそれぞれ交互に思いを述べ、最後に結論を双方が同時に同じせりふで発する手法。
渡り台詞（わたりぜりふ）
一連のせりふを複数の登場人物が順番に受け渡しながら発する手法。
名乗り台詞（なのりぜりふ）
主に主役が登場し、名乗りを上げる際のせりふ。